# Церковь Воздвижения Креста Господня (Тихвин)
Церковь Воздвижения Креста Господня, Крестовоздвиженская церковь — действующий православный храм в Тихвине Ленинградской области, часть Тихвинского Успенского монастыря. 
Является памятником архитектуры федерального значения.

## История и архитектура
Первый храм, стоявший на этом месте, был возведён в 1699—1702 года в северо-восточной части келейных корпусов монастыря и назывался Покровским. В 1871—1877 годах старое к тому времени сооружение было капитально перестроено по проекту архитектора Николая Бенуа. Обновлённую церковь назвали в честь Воздвижения Креста Господня. Её увенчало новое высокое пятикупольные завершением эклектичной архитектуры. Основание церкви акцентировано центральным ризалитом со щипцом, венчающий карниз декорирован машикулями, перекликающимися с машикулями Никольской восточной воротной башни. Высокие полуциркульные окна придают основанию массивность. Над ним возвышается высокое пятиглавие с закомарами и малыми луковичными главками. Воротный проезд не акцентирован, расположен не в центре, а в южной части здания.
В советское время храм был закрыт. Во время битвы за Тихвин в декабре 1941 года его купола были разрушены попаданием снаряда.
После ремонтных работ 1960-х годов в здании размещался один из отделов Тихвинского историко-мемориального архитектурно-художественного музея, а также концертно-выставочный зал. Реконструкцию храма завершили в 2014 году. Здесь восстановили кровлю и  фасады, воссоздали главки церкви и кресты.

## Галерея

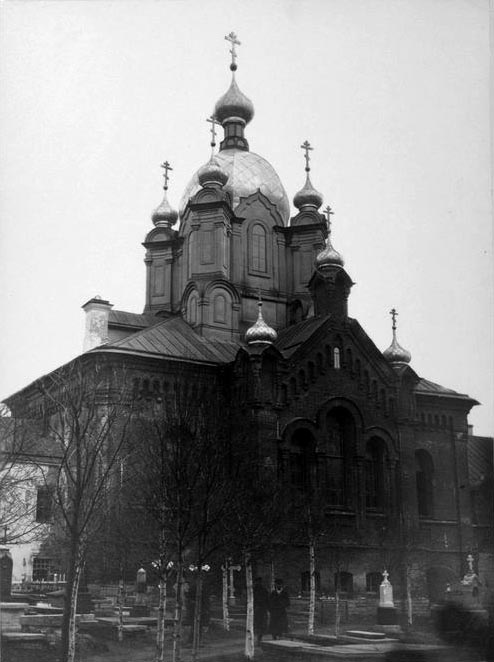
Дореволюционный облик церкви (1883)
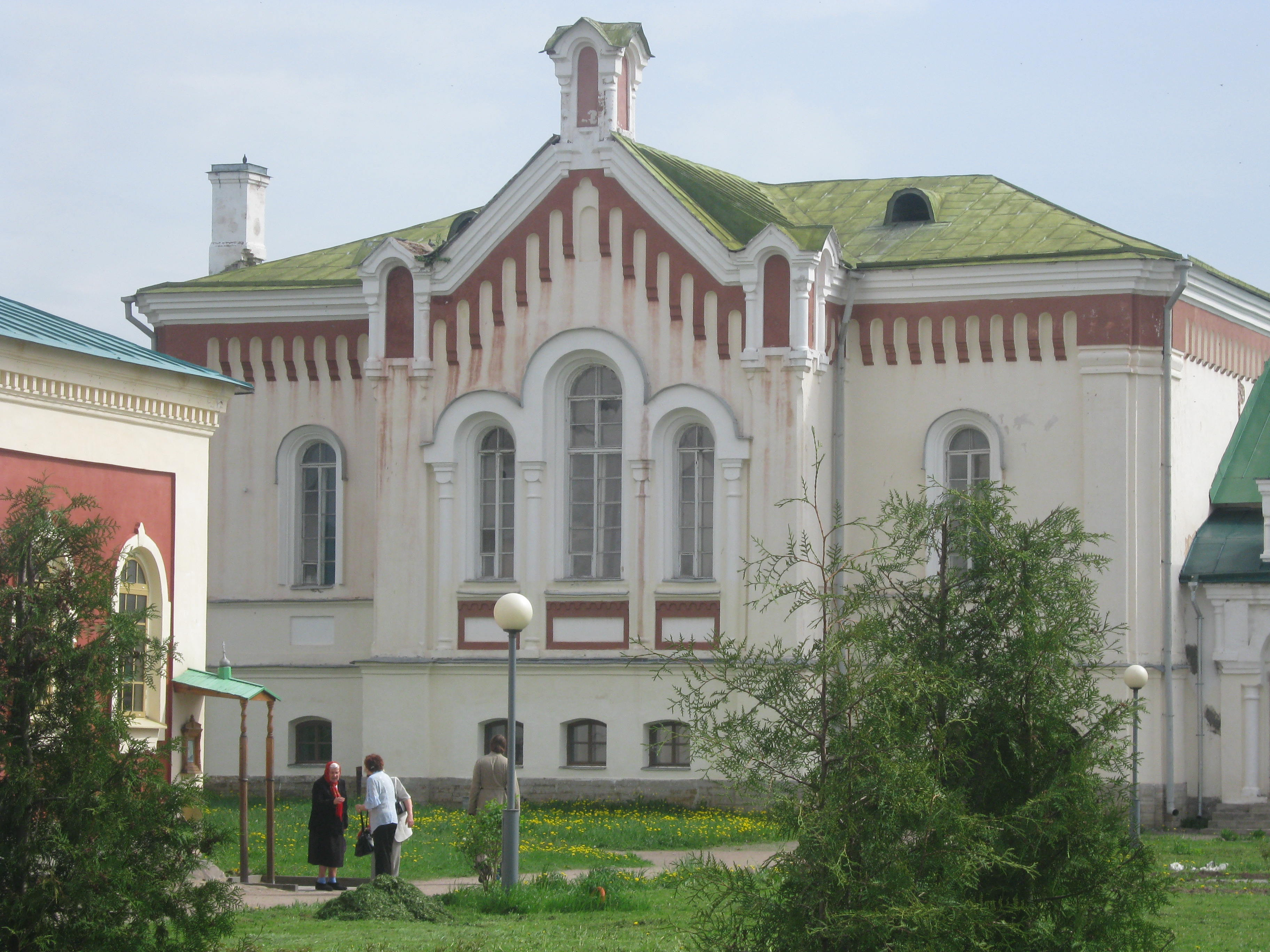
Вид здания церкви с учётом послевоенного ремонта (2010)
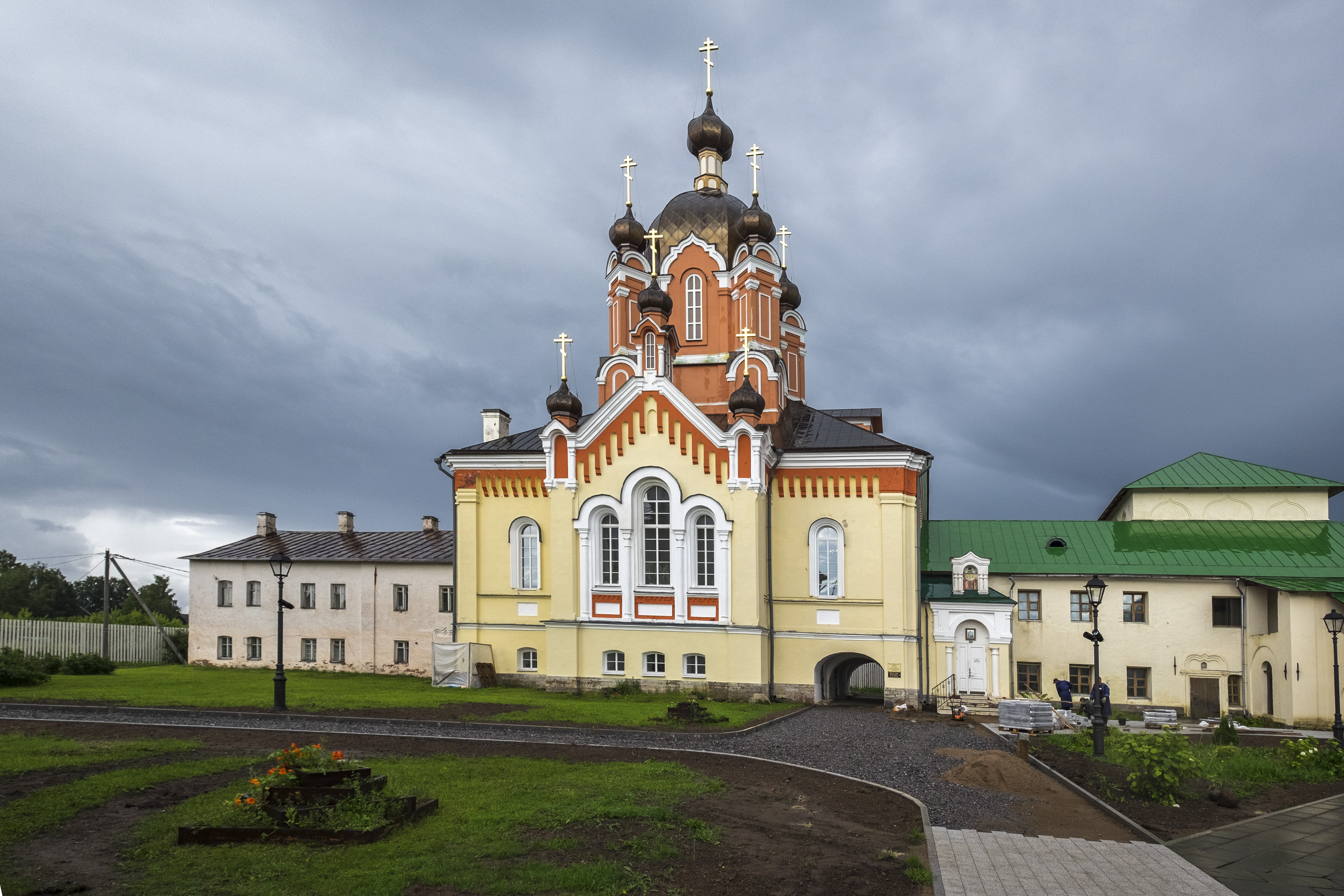
Вид церкви после позднейшей реконструкции (2017)
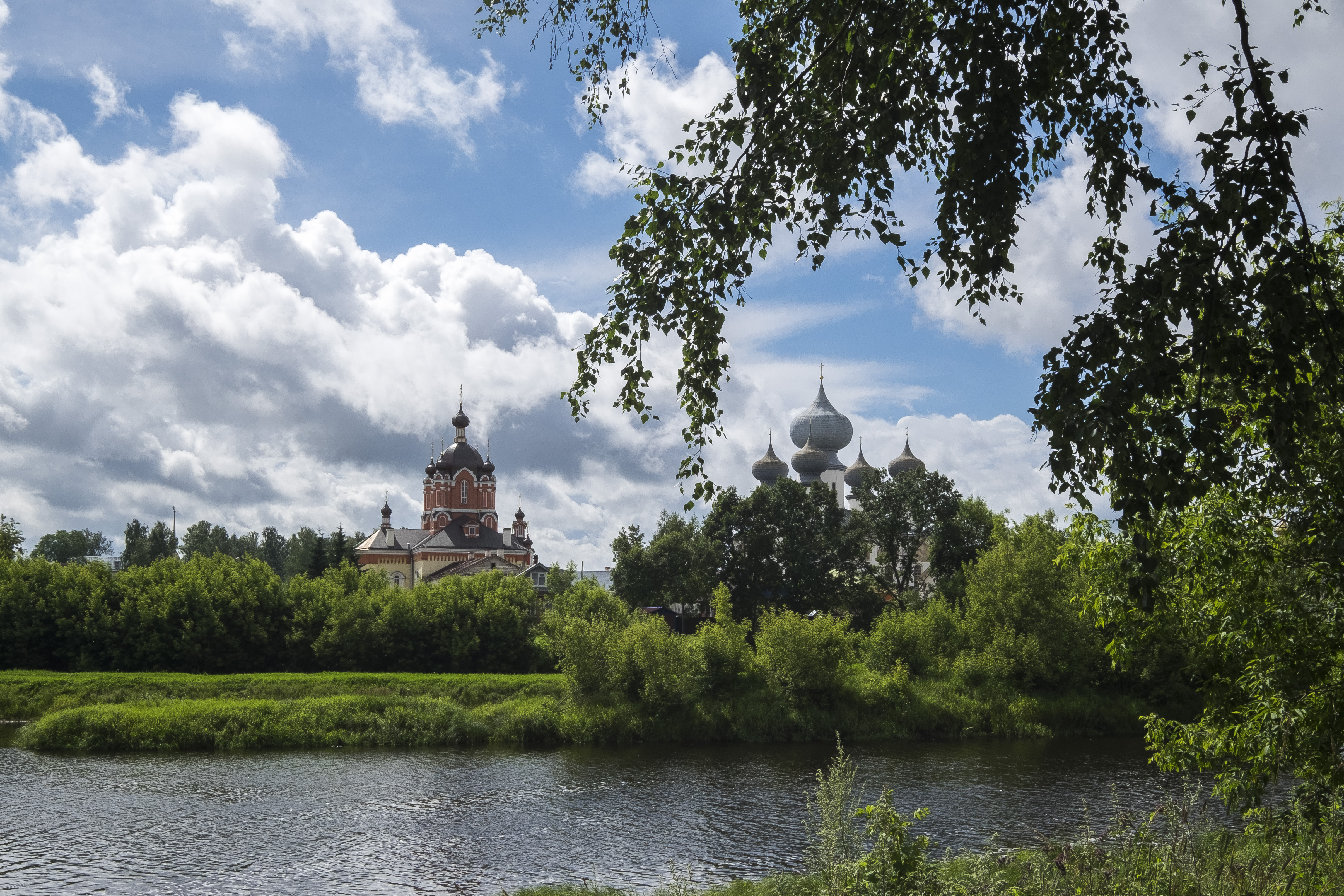
Вид на церковь со стороны реки (2017)